# Mitsoudjé-Troumbeni
Mitsoudjé-Troumbeni je maleni gradić na otoku Grande Comore na Komorima. To je 33. grad po veličini na Komorima i 11. na Grande Comoreu.